# Territorio della Val d’Adige

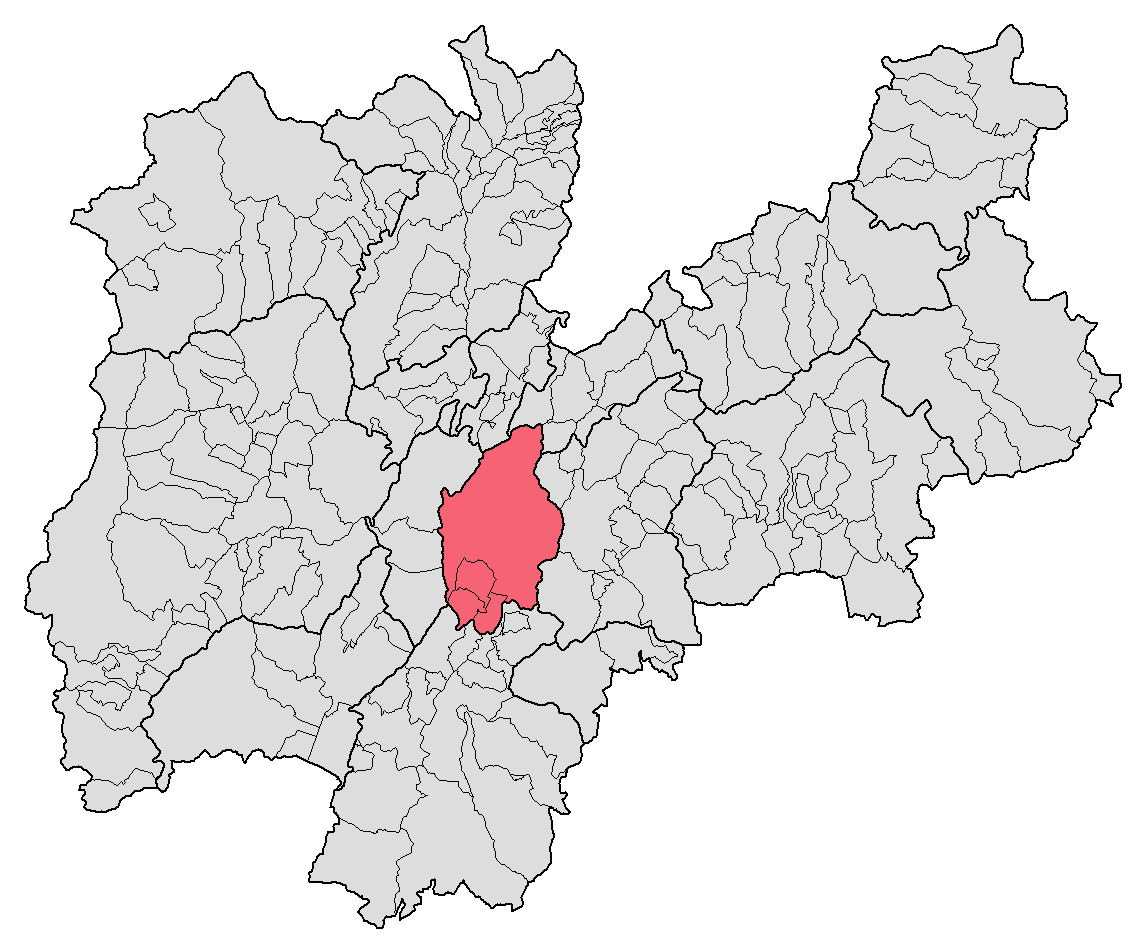
Val d’Adige település-szövetség térképe, Trento autonóm megyén belül

Territorio della Val d’Adige közigazgatási kerület, településcsoport, völgyközösség Olaszországban, Trento megyében.
Hozzátartozó települések: Trento város (a völgyközösség székhelye, egyben megyeszékhely), Cimone, Aldeno és Garniga Terme községek

## Népesség
Népességének változása: